# 코모로의 섬 목록

코모로 지도

코모로는 4개의 큰 섬(모엘리섬, 그랑드코모르섬, 앙주앙섬, 마요트섬)과 인근에 있는 작은 섬들로 구성된 나라이다. 이 가운데 마요트섬은 프랑스의 실질적인 지배 상태에 있으며 나머지 3개 섬은 자치권을 갖고 있다.
- 모엘리섬(음왈리섬)
- 그랑드코모르섬(응가지자섬)
- 앙주앙섬(은주와니섬)
- 마요트섬(프랑스의 실질적인 지배 상태에 있으며 코모로가 영유권을 주장한다.)

## 같이 보기
- ISO 3166-2:KM